# Ricard Farré i Climent
Ricard Farré i Climent (L'Espluga de Francolí, 26 de gener de 1894 - Tarragona, 19 d'octubre de 1939) va ser un empresari i polític català.
Ricard Farré va néixer en una família de tradició pastissera, els Farré-Gamell, que exercien l'ofici des de principis del segle xix. L'any 1916 va ser nomenat vicepresident de l'Agrupació Recreativa de la Cambra Agrícola de l'Espluga.
El 1917 va fundar el seu propi negoci, l'empresa de galetes Rifacli, acrònim de les tres primeres síl·labes del seu nom i cognoms. L'empresa venia els seus productes arreu d'Espanya al cap de pocs anys.
Farré va ser escollit alcalde de l'Espluga per l'Ateneu Federal Republicà (adherit a Esquerra Republicana de Catalunya) en guanyar les eleccions municipals espanyoles de l'abril de 1931. El desembre de l'any següent va deixar l'alcaldia però va seguir com a regidor fins a les eleccions de 1934.
L'Espluga de Francolí va ser ocupada per les tropes franquistes el gener de 1939. L'1 de març fou empresonat, juntament amb la seva esposa, Rosa Tarrats. El 22 de juny, Ricard fou sentenciat a pena de mort i va ser afusellat a la Muntanya de l'Oliva de Tarragona el 19 d'octubre del mateix any.
La segona estelada més antiga de Catalunya va ser trobada l'any 2015 a la casa pairal de la seva família, i Ricard Farré podria haver-ne estat el seu creador.